# Inspiration Is DEAD
Inspiration Is DEAD es el 2.º álbum de la banda de rock japonesa Ling Tosite Sigure.Se publicó 22 de agosto de 2007.La canción am3:45 la canta Miyoko "345" Nakamura.

## Canciones
| N.º   | Título                         | Duración |  |
| 1.    | «nakano kill you»              | 3:10     |  |
| 2.    | «COOL J»                       | 3:56     |  |
| 3.    | «DISCO FLIGHT»                 | 4:29     |  |
| 4.    | «knife vacation»               | 4:01     |  |
| 5.    | «am3:45»                       | 6:32     |  |
| 6.    | «Akai Yuuwaku (赤い誘惑)»      | 4:47     |  |
| 7.    | «1/f no Kanshoku" (1/fの感触)» | 4:45     |  |
| 8.    | «i not crazy am you are»       | 4:41     |  |
| 9.    | «Yuukei no Kioku (夕景の記憶)» | 6:10     |  |
| 42:36 |                                |          |  |

- Datos: Q11224821